# Invasion
En invasion er, når et større antal (fjendtlige) personer eller dyr – typisk fjendtlige tropper – trænger ind i et fremmed område, som regel uønsket. Et eksempel er den tyske invasion af størstedelen af Europa eller de Allieredes invasion i Normandiet under 2. verdenskrig, også kaldet D-Dag.
Ordet invasion kommer fra latin.
| Militær | Spire Denne artikel om militær er en spire som bør udbygges. Du er velkommen til at hjælpe Wikipedia ved at udvide den. |